# Olivar Alto
Olivar Alto es una localidad chilena, capital de la comuna de Olivar, región de O'Higgins, ubicada a unos 10 km de la ciudad de Rancagua, en la zona central de Chile.
En la localidad se encuentra la Municipalidad de Olivar, la Plaza Esmeralda, y la Parroquia Nuestra Señora del Carmen, que data de la década de 1840.
Posee una escuela básica municipal, además de otros establecimientos privados, el liceo técnico Juan Hoppe Gantz, un centro asistencial de urgencia, cuerpo de bomberos, gimnasio y una cancha.